# Szalaszend, Borsod-Abaúj-Zemplén
Szalaszend este un sat în districtul Encs, județul Borsod-Abaúj-Zemplén, Ungaria, având o populație de 1.096 de locuitori (2011). 

## Demografie
Componența etnică a satului Szalaszend
     Maghiari (86,04%)
     Romi (13,96%)
Componența confesională a satului Szalaszend
     Reformați (27,37%)
     Romano-catolici (23,91%)
     Fără religie (10,77%)
     Greco-catolici (4,47%)
     Luterani (1,92%)
     Necunoscută (31,57%)
     Alte religii (1,73%)
Conform recensământului din 2011, satul Szalaszend avea 1.096 de locuitori. Din punct de vedere etnic, majoritatea locuitorilor (86,04%) erau maghiari, cu o minoritate de romi (13,96%). Nu există o religie majoritară, locuitorii fiind reformați (27,37%), romano-catolici (23,91%), persoane fără religie (10,77%), greco-catolici (4,47%) și luterani (1,92%). Pentru 31,57% din locuitori nu este cunoscută apartenența confesională.